# Michael O’Halloran (Fußballspieler)
Michael Francis O’Halloran (* 6. Januar 1991 in Glasgow) ist ein schottischer Fußballspieler. Der Stürmer stand zuletzt bei Dunfermline Athletic in der Scottish Championship unter Vertrag.

## Karriere

### Verein
Michael O’Halloran wurde im Jahr 1991 in der schottischen Metropole Glasgow geboren. Er begann seine Profikarriere im Jahr 2010 bei den Bolton Wanderers in England, nachdem er zuvor in der Youth Academy des Vereins gespielt hatte. Bei den Wanderers stand er insgesamt vier Jahre unter Vertrag, blieb allerdings ohne Ligaeinsatz. Nachdem er bis zum März 2012 nur einmal im FA Cup und League Cup eingesetzt worden war, wurde der mittlerweile 21-jährige bis zum Saisonende an Sheffield United verliehen für den er siebenmal in der Dritten Liga spielte. Im August spielte O’Halloran Leihweise für einen Monat bei Carlisle United. Im November desselben Jahres wurde er an die Tranmere Rovers verliehen. Einen Monat nach seiner Ankunft beim Verein aus Birkenhead konnte O’Halloran sein erstes Profitor erzielen, als er im Ligaspiel gegen den FC Portsmouth beim 2:2-Unentschieden zur zwischenzeitlichen 2:1-Führung traf. Die Leihe bei den Rovers wurde nach den guten Leistungen des Schotten im Januar 2013 bis zum Saisonende 2012/13 verlängert. Am Ende der Spielzeit hatte er in 23 Begegnungen der League One drei Treffer erzielt, und war damit nach Jean-Louis Akpa-Akpro, Jake Cassidy, Zoumana Bakayogo, und Andy Robinson fünftbester Torschütze des Teams. Nach seiner Rückkehr nach Bolton im Sommer 2013 blieb er weiterhin ohne Ligaspieleinsatz, sodass er im Januar 2014 die Wanderers verließ und nach Schottland zum Erstligisten FC St. Johnstone wechselte. Für die Saints debütierte der Stürmer am 21. Januar 2014 gegen Partick Thistle, nachdem er für Lee Croft eingewechselt worden war. Zwei Wochen später konnte O’Halloran auch seinen ersten Treffer erzielen, als er im Achtelfinale des Scottish FA Cup 2013/14 beim 4:0-Sieg gegen Forfar Athletic zum 3:0 traf. Nach zwei weiteren Siegen über die Raith Rovers und dem FC Aberdeen erreichte O’Halloran mit seinem neuen Verein das schottische Pokalfinale gegen Dundee United. Durch Treffer von Steven Anderson und Steve MacLean wurde dieses durch St. Johnstone mit 2:0 gewonnen, O’Halloran stand dabei in der Startelf. Für den FC St. Johnstone war es zugleich 130 Jahre nach der Vereinsgründung der erste Pokalsieg in Schottland. Bis zum Januar 2016 absolvierte O’Halloran für die Saints 72 Spiele in der Scottish Premiership und erzielte zwölf Tore. Am 1. Februar 2016 wechselte O’Halloran für eine Ablösesumme von 500.000 £ zu den Glasgow Rangers und unterschrieb einen Viereinhalbjahresvertrag. In der Saison 2017/18 war er an den FC St. Johnstone verliehen. Im Juni 2018 wechselte O’Halloran nach Australien zum Melbourne City FC.

### Nationalmannschaft
Michael O’Halloran spielte im Jahr 2008 viermal in der Schottischen U-17, für die er einen Treffer bei seinem Debüt im Spiel gegen Malta erzielen konnte. Vier Jahre später kam er einmal in der U-19 gegen Luxemburg zum Einsatz. Im selben Jahr spielte er zudem zweimal für die schottische U-21 gegen Belgien und die Niederlande.

## Erfolge
mit dem FC St. Johnstone:
- Schottischer Pokalsieger: 2014

mit den Glasgow Rangers:
- Scottish Championship: 2016
- Scottish League Challenge Cup: 2016